# Parc national Lagunas de Montebello
Pour les articles homonymes, voir Montebello.
Le parc national Lagunas de Montebello (espagnol : Parque nacional Lagunas de Montebello) est un parc national du Mexique situé au Chiapas. Le paysage du parc est composé de multiples lagunes et lacs de différents tailles et couleurs. Le parc a une superficie de 60 km2 a été créée en 1959. Il a été désigné site Ramsar en 2003 et réserve de biosphère de l'Unesco en 2009.